# Neuhof (Neudenau)
Neuhof ist eine totale Ortswüstung bei Reichertshausen, einem Ortsteil der Stadt Neudenau im Landkreis Heilbronn im nördlichen Baden-Württemberg. Der Ort wurde vermutlich im Hochmittelalter als Herrensitz gegründet, verkam bis ins späte 15. Jahrhundert jedoch zum Hofgut einer Schäferei. Der Hof war bis 1881 bewohnt, das letzte historische Gebäude brannte 1974 nieder.

## Lage
Neuhof liegt etwa einen Kilometer nordöstlich von Reichertshausen.

## Geschichte
Der Neuhof wird als mittelalterlicher Herrensitz der Herren von Reichertshausen betrachtet. Diese Annahme wird mit der gleichzeitigen Gründung von Reichertshausen und Neuhof, mit der einem Königssitz angemessenen Größe von 155 Morgen Land und mit den zahlreichen, auf einen Herrensitz hindeutenden Flurnamen in seiner Umgebung begründet. Freilich bestanden dort keine repräsentativen Bauten, doch hat sich das steinerne Wohnhaus wohl deutlich von den Bauernhäusern der umliegenden Orte abgehoben. Bei Grabungen im Bereich des einstigen Wohnhauses wurden vor allem Scherben gefunden, von denen die ältesten etwa in die Zeit um 1250 datieren.
Als Herrensitz war der Hof im späten Mittelalter bereits aufgegeben, im späten 15. Jahrhundert wurde dort vor allem noch Schäferei betrieben. In den Lagerbüchern wird der Hof im Jahr 1473 der Newe oder Schaafhoff genannt, 1528 wurde der Hof als New hoff, genant Hamellhausen hoff bezeichnet. 
Kurz nach dem Bauernkrieg von 1525 spielte der Hof eine Rolle in der Fehde des Schwäbischen Bundes gegen den Raubritter Thomas von Absberg, als der Schäfer des Hofes in Verdacht geriet, Ulmer und Esslinger Gefangene des Absbergers sowie Beutegut auf dem Hof verborgen zu haben.
1542 war der Hof Eigentum des württembergischen Herzogs, der auch den Anspruch auf die meisten Erträge hatte, während weitere Rechte beim Stift Mosbach, beim Kloster Seligental und bei den Herren von Adelsheim lagen. 
1557 kam der Hof als Lehen an Reichertshausen, wobei die Feldfläche in drei Bauerngüter parzelliert wurde. 1622 veräußerte die Gemeinde die Schäferei mit den Neuhofgebäuden an den Bürger Jörg Schreck. Das einstige Hofgut war damit in drei unabhängig voneinander verwaltete Bereiche aufgeteilt: erstens die die Neuhofschäferei, zweitens die Hofgüter, die noch bis ins 19. Jahrhundert geschlossene Zelgen bildeten, sowie drittens der Herrschaftswald mit einer Fläche von 25 Morgen, den die Gemeinde in den 1830er Jahren erwarb, rodete und in 27 Parzellen aufgeteilt als Ackerland an Bauern vergab.
Zur Größe der Schäferei auf dem Neuhof gibt es 1734 erste Angaben, als ein Richterspruch einem der beiden damals tätigen Schäfer bestätigte, mehr als 600 Schafe halten zu dürfen, wenngleich fraglich ist, ob diese Zahl tatsächlich je überschritten wurde. Im selben Jahr hatte Kilian Kayser als Besitzer des Neuhofs das größte Steuerkapital im gesamten Amt Möckmühl. Sein Enkel Johann Michael Kayser gründete auf dem Neuhof eine Gastwirtschaft, die mit einer Zollstation verbunden war, jedoch bald wieder einging. In der Nähe des Neuhofs verliefen im 18. Jahrhundert die Grenzen zwischen Württemberg, Kurmainz und dem Deutschen Orden. 1820 war der Neuhof im Besitz der Gemeinde Möckmühl und von zwölf Personen bewohnt. 1829 erwarb die Gemeinde Reichertshausen den Hof und die Schäferei. Der letzte Schäfer auf dem Neuhof war Christian Hessinger, der 1868 Konkurs anmeldete. Der Hof blieb noch bis 1881 bewohnt, das danach noch zu verschiedenen Zwecken genutzte Wohnhaus wurde 1918 abgerissen. Die alte Neuhof-Schafscheune wurde bis 1967 noch als Winterquartier für Schafe genutzt, brannte jedoch 1974 nach Blitzschlag bis auf die Grundmauern nieder. An ihrer Stelle befindet sich heute ein modernes landwirtschaftliches Nutzgebäude.